# 1934 no cinema

## Principais filmes lançados
- L'atalante, de Jean Vigo, com Michel Simon e Dita Parlo
- The Barretts of Wimpole Street, de Sidney Franklin, com Norma Shearer, Fredric March, Charles Laughton e Maureen O'Sullivan
- The Black Cat, de Edgar G. Ulmer, com Boris Karloff e Bela Lugosi
- Cleopatra, de Cecil B. DeMille, com Claudette Colbert
- The Count of Monte Cristo, de Rowland V. Lee, com Robert Donat
- Fashions of 1934, de William Dieterle, com William Powell e Bette Davis
- The Gay Divorcee, de Mark Sandrich, com Fred Astaire e Ginger Rogers
- The Girl from Missouri, de Jack Conway, com Jean Harlow e Lionel Barrymore
- Here Comes the Navy, de Lloyd Bacon, com James Cagney e Gloria Stuart
- Imitation of Life de John M. Stahl, com Claudette Colbert
- It Happened One Night, de Frank Capra, com Clark Gable e Claudette Colbert
- Jimmy the Gent, de Michael Curtiz, com James Cagney e Bette Davis
- Liliom, de Fritz Lang, com Charles Boyer
- The Lost Patrol, de John Ford, com Victor McLaglen e Boris Karloff
- The Man Who Knew Too Much de Alfred Hitchcock, com Peter Lorre
- Manhattan Melodrama, de W.S. Van Dyke, com Clark Gable, William Powell e Myrna Loy
- The Merry Widow, de Ernst Lubitsch, com Maurice Chevalier e Jeanette MacDonald
- Now and Forever, de Henry Hathaway, com Gary Cooper, Carole Lombard e Shirley Temple
- Of Human Bondage, de John Cromwell, com Bette Davis e Leslie Howard
- Our Daily Bread, de King Vidor
- The Painted Veil (1934), de Richard Boleslawski, com Greta Garbo
- The Scarlet Empress, de Josef von Sternberg, com Marlene Dietrich
- The Scarlet Pimpernel, de Harold Young, com Leslie Howard e Merle Oberon
- Tarzan and His Mate, de Cedric Gibbons, com Johnny Weissmuller e Maureen O'Sullivan
- The Thin Man de W.S. Van Dyke, com William Powell, Myrna Loy, Maureen O'Sullivan e Cesar Romero
- Twentieth Century, de Howard Hawks, com John Barrymore e Carole Lombard
- Ukikusa monogatari, de Yasujiro Ozu
- Viva Villa!, de Jack Conway, com Wallace Beery e Fay Wray
- Zouzou, de Marc Allégret, com Josephine Baker e Jean Gabin

## Nascimentos
| Data            | Nome                    | Profissão                                      | Nacionalidade             | Observações | Ref |
| --------------- | ----------------------- | ---------------------------------------------- | ------------------------- | ----------- | --- |
| 2 de agosto     | Deimos Nakamushi        | diretor                                        | Japão                     |             |     |
| 4 de janeiro    | Elias Gleizer           | ator                                           | Brasil                    |             |     |
| 11 de janeiro   | Augusto César Vannucci  | ator, diretor e produtor                       | Brasil                    | m. 1992     |     |
| 18 de janeiro   | Zacarias                | ator, comediante, humorista e locutor de rádio | Brasil                    | m.1990      |     |
| 2 de fevereiro  | Otar Iosseliani         | cineasta                                       | União Soviética / Geórgia |             |     |
| 17 de fevereiro | Alan Bates              | ator                                           | Inglaterra                | m. 2003     |     |
| 4 de março      | Barbara McNair          | atriz e cantora                                | Estados Unidos            | m. 2007     |     |
| 20 de março     | Renato Salvatori        | ator                                           | Itália                    | m. 1988     |     |
| 26 de março     | Alan Arkin              | ator                                           | Estados Unidos            |             |     |
| 31 de março     | Richard Chamberlain     | ator                                           | Estados Unidos            |             |     |
| 7 de abril      | Ian Richardson          | actor                                          | Escócia                   | m. 2007     |     |
| 24 de abril     | Shirley MacLaine        | atriz e escritora                              | Estados Unidos            |             |     |
| 15 de junho     | Rubén Aguirre           | ator                                           | México                    |             |     |
| 1 de julho      | Sydney Pollack          | cineasta, produtor e ator                      | Estados Unidos            | m. 2008     |     |
| 1 de julho      | Claude Berri            | cineasta e produtor                            | França                    | m. 2009     |     |
| 19 de julho     | Darlene Conley          | actriz                                         | Estados Unidos            | m. 2007     |     |
| 20 de julho     | Adriano Reys            | ator                                           | Brasil                    |             |     |
| 22 de julho     | Louise Fletcher         | actriz                                         | Estados Unidos            |             |     |
| 25 de julho     | João d'Ávila            | ator                                           | Portugal                  |             |     |
| 6 de agosto     | Gianfrancesco Guarnieri | ator, diretor, dramaturgo e poeta              | Itália                    | m. 2006     |     |
| 20 de setembro  | Sophia Loren            | atriz                                          | Itália                    |             |     |
| 28 de setembro  | Brigitte Bardot         | atriz                                          | França                    |             |     |
| 13 de outubro   | Héctor Gómez            | ator                                           | México                    |             |     |
| 15 de outubro   | Flávio Migliaccio       | ator                                           | Brasil                    |             |     |
| 19 de outubro   | Glória Menezes          | atriz                                          | Brasil                    |             |     |
| 23 de outubro   | Paulo Renato            | ator                                           | Portugal                  | m. 1981     |     |
| 13 de novembro  | Garry Marshall          | cineasta, ator e roteirista                    | Estados Unidos            |             |     |
| 26 de novembro  | Jamshid Mashayekhi      | ator                                           | Irão                      |             |     |
| 9 de dezembro   | Judi Dench              | atriz                                          | Inglaterra                |             |     |
| 28 de dezembro  | Maggie Smith            | atriz                                          | Inglaterra                |             |     |
| 29 de dezembro  | Ed Flanders             | ator entre 1967-1995                           | Estados Unidos            | m. 1995     |     |

## Mortes
| Data         | Nome      | Profissão | Nacionalidade | Observações | Ref |
| ------------ | --------- | --------- | ------------- | ----------- | --- |
| 5 de outubro | Jean Vigo | cineasta  | França        | n. 1905     |     |